# Принцът и аз
„Принцът и аз“ (на английски: The Prince And Me) е американска романтична комедия от 2004 година. В главните роли са Джулия Стайлс и Люк Мейбъл.

## Сюжет
Внимание:  Текстът по-долу разкрива сюжета на произведението (или части от него)!
Студентката от Уисконсин Пейдж Морган (Джулия Стайлс) мечтае да стане лекар. Тя се влюбва в симпатичния първокурсник Еди (Люк Мейбъл). Пейдж и не предполага, че Еди всъщност е датския принц Едвард, който пребивава в Америка инкогнито. Събитията се развиват така, че Едвард е длъжен да изпълни дълга си и да стане бъдещия крал на Дания, а Пейдж трябва да реши, дали да стане принцеса или да последва мечтата си и да стане лекар.